# Projeto Eliseu Visconti
O Projeto Eliseu Visconti é uma iniciativa para documentar e difundir o acervo de Eliseu Visconti. Foi fundado em 2005 pelo neto do pintor, Tobias Stourdzé Visconti. O projeto mantém um site e é responsável pelo catálogo raisonné da obra de Visconti. No contexto do projeto também foram realizadas as exposições “Eliseu Visconti – arte e design”  e "Eliseu Visconti - A modernidade antecipada", esta última grande retrospectiva com cerca de 250 obras do artista. Foi também editado o livro sobre a vida e a obra do artista, "Eliseu Visconti - A arte em movimento". A equipe do projeto participou dos trabalhos de restauro das obras de Visconti no Theatro Municipal do Rio de Janeiro.
A Comissão de Autenticação das Obras de Eliseu Visconti, que foi criada no contexto do Projeto Eliseu Visconti, atua para garantir a autenticidade dos trabalhos de Visconti. 
Tobias Stourdzé Visconti disse sobre a motivação de criar o projeto:
| “ | A ideia de se criar um Projeto com o objetivo de preservar e divulgar a memória da vida e da obra de Eliseu Visconti surgiu quando, após o falecimento de meu pai em 2003, recebi a guarda do acervo documental do artista. A organização e o exame detalhado desse acervo, constituído por inúmeras cartas, fotos, documentos pessoais, cadernos, diários, etc. despertaram em mim enorme interesse pela vida e pela obra de meu avô que, confesso, pouco conhecia até então. | ” |

## Ligação externa
- «Sítio oficial»